# Griffin Poetry Prize
Griffin Poetry Prize é um prêmio canadense criado em 2000 pelo filantropo Scott Griffin com o objetivo de premiar poetas canadenses e estrangeiros. O prêmio, que é oferecido pela instituição Griffin Trust (fundada por Griffin com este objetivo), é considerado um dos mais generosos por sua premiação financeira de 200.000 dólares canadenses, distribuídos entre finalistas e vencedores.
Em 2014, a poetisa brasileira Adélia Prado, recebeu o prêmio na categoria "Lifetime Recognition Award".